# Група Штребери
„Група Штребери” (енгл. Band Geeks) је други сегмент 15. епизоде друге сезоне и укупно 35. епизода америчке анимиране телевизијске серије Сунђер Боб Коцкалоне. Премијерно је емитована на Nickelodeon-у у Сједињеним Aмеричким Државама 7. септембра 2001. године. Написали су је К. Х. Гринблат, Арон Спрингер и Мериведер Вилијамс, а анимацију је режирао Франк Вејс. Спрингер је био редитељ епизоде, а Гринблат је био илустратор сценарија.
Епизода прати Лигњослава, који позива грађане Коралова да се придруже његовом новоформираном бенду како би могао да наступи у дворани Мехур. Епизода је добила универзално признање многих обожавалаца и телевизијских критичара, а многи  је сматрају најбољом епизодом у целој серији. Освојила је награду за најбољу монтажу звука на телевизији – анимација на додели награда Златни колут 2002. године. Ово је најбоље оцењена епизода Сунђер Боба на сајту IMDb, где уз сестринску епизоду „Тајна кутија” има оцену 9,7/10.

## Радња
Лигњослав прима телефонски позив од свог богатог бившег средњошколског друга и ривала, Лигњорада Снобића, који је постигао успех у свему у чему је Лигњослав није, укључујући музику. Лигњорад је постао шеф великог и отменог бенда који следеће недеље треба да свира у дворани Мехур, али открива Лигњославу да ће у то време бити заузет и да неће моћи да наступи. Он подругљиво сугерише да би Лигњославов бенд могао да га замени, исправно верујући да га Лигњослав нема. Међутим, Лигњослав пркосно инсистира да има бенд и прихвата понуду. Постављајући летке по целом Коралову, он окупља велики бенд састављен од разних Кораловчана.
Током једнонедељне припреме, бенд константно слабо наступа и уопште не успева да се побољша. Последњег дана припреме, чланови бенда почињу да окривљују једни друге за лош наступ и долази до туче. Када се час заврши, чланови бенда одмах престају да се свађају и почињу да излазе из просторије. Пре него што оду, Лигњослав изражава своје разочарање у њих, малодушно им говорећи да не морају да наступају и одлази кући, избезумљен због свог неуспеха. Међутим, Сунђер Боб убеђује остале чланове бенда да наставе са припремама због Лигњослава, и он преузима команду над њиховом обуком.
На дан концерта, Лигњорад се појављује на улазу у дворану, где Лигњослав тврди да је његов бенд „погинуо током марша”. Његов бенд одмах стиже, а Лигњослав невољно наставља са наступом. Улазе у дворану Мехур, велику стаклену куполу која их уздиже до фудбалског стадиона пуног људских навијача. Лигњослав се грчи од страха док почиње да диригује бендом, али, на његово изненађење, бенд се показује као изузетно успешан, свирајући „Слатку победу”. Лигњорад је шокиран наступом и пада у несвест, остављајући Лигњослава да тријумфално диригује бендом и прослави.

## Гласовне улоге
| Улога                | Глумац                                             | Глумац (српска синхронизација) |
| -------------------- | -------------------------------------------------- | ------------------------------ |
| Сунђер Боб Коцкалоне | Том Кени Дејвид Глен Ајзли (песма „Слатка победа”) | Владислава Ђорђевић            |
| Лигњослав Пипак      | Роџер Бампас                                       | Димитрије Стојановић           |
| Патрик Звезда        | Бил Фагербаке                                      | Димитрије Стојановић           |
| Господин Краба       | Кленси Браун                                       | Владислава Ђорђевић            |
| Шелдон Планктон      | Даглас Лоренс                                      | Димитрије Стојановић           |
| Госпођа Пуфна        | Мери Џо Кетлет                                     | Владислава Ђорђевић            |
| Лигњорад Снобић      | Ди Бредли Бејкер                                   | Ђоле Рахаја                    |

## Продукција
Епозоду је режирао Арон Спрингер, који је и написао сценарио заједно са К. Х. Гринблатом и Мериведер Вилијамс. Френк Вајс је био режисер анимације, а Гринблат је радио као илустратор сценарија. Сценаристи су почели да пишу епизоду са идејом ривала. Вилијамсова је рекла: „Увек смо желели да направимо ривалску емисију, и чини ми се да смо покушали да направимо ривала за Сунђер Боба, али то није успело. Тако смо дошли на идеју ривала за Лигњослава и, на неки начин то је Лигњославова прича, а Сунђер Боб и Патрик су само некако у близини.” Идеја о стварању бенда била је неодређена. Вилијамсова је приметила: „Заборавила сам ко је био у бенду. Нисам била у бенду, али мислим да је можда Даг Лоренс био у бенду. Мислим да је и Стивен Хиленбург био у бенду.”
Музика коришћена у сегменту епизоде у којој Лигњославов бенд свира док силази низ улицу је од Ника Кара, музичког уредника серије. Он је пронашао комад музике за марш који је био бенд намерно свирао лоше, али дизајнер звука Џеф Хачинс је рекао: „Још увек можете да разазнате мелодију.” Хачинс је помислио: „Па, хајде да направимо још један корак даље. Шта ако не би могли ни да свирају своје инструменте, а камоли мелодију?” Донео је свој преносни DAT диктафон у продавницу музичких инструмената и упознао двојицу запослених који су радили на утоварном одељку, на паковању и отпремању инструмената. Хачинс је натерао њих двојицу да лоше одсвирају већину инструмената. Рекао је: „Натерао сам ова два момка да шкрипе, пискају и цвиле на већини инструмената које су продали.”
По повратку у студио са звучним ефектима, оформио је бенд, један по инструмент. Хачинс је касније изјавио: „Нису били ни у каквом тону и нису имали никакав ритам. Када сте их чули, могли сте само да кажете 'Јао!'” Пустио је звучне ефекте креатору серије Стивену Хиленбургу на преглед. Хиленбург их је одбио, рекавши да су „прекорачили границу”. Хачинс је рекао: „Много труда за нешто што траје само 15 секунди на екрану. У овом случају, цела ствар никада није стигла у етар.”
Када је илустратор сценарија Гринблат, са сценаристима, осмишљавао епизоду, они су на крају смислили „велику нумеру”, где би се сви окупили за Лигњослава. Гринблат је рекао: „Оквир приче захтевао је да направимо заиста сјајну секвенцу бенда, а томе обично помаже када се музика пронађе пре времена, па смо почели да тражимо около.” Сценаристи су успели да пронађу музику, пошто је Nickelodeon већ имао библиотеку музике без накнаде. Сценаристи су послушали мелодије разних марширајућих бендова. Међутим, Гринблат је рекао: „Што смо више слушали, није деловало нарочито смешно да на крају епизоде они само добро одсвирају музику марширајућег бенда”.
Песма Дејвида Глена Ајзлија „Слатка победа” издвајала се од осталих нумера у библиотеци. Гринблат је рекао: „Била је другачије од онога што смо тражили, али је била толико невероватна да смо знали да морамо да је искористимо. Тако да смо осмислили секвенцу уз музику, и деловала је као бољи крај од било које песме коју смо могли сами да напишемо”. Сценаристи су му одлучили да се епизода заврши замрзнутим кадром. Гринблатови омиљени делови били су Спрингерови цртежи Патрика на електричним бубњевима и Сунђер Боба који пева: „It's the thrill of one more kill” (одломак из „Слатке победе”). Публика у дворани Мехур била је комбинација снимака са једне утакмице Фудбалске лиге Сједињених Држава одигране 16. јуна 1984. и снимака направљених посебно за ову епизоду.

## Емитовање
Епизода је премијерно емитована на Nickelodeon-у у Сједињеним Државама 7. септембра 2001. са TV-Y родитељским рејтингом. Објављена је на DVD компилацији под називом Сунђер Боб Коцкалоне: Ноћ вештица 27. августа 2002. и на Сунђер Боб Коцкалонe: Доме слатки ананасе који је објављен 4. јануара 2005. године. and on SpongeBob SquarePants: Home Sweet Pineapple that was released on January 4, 2005. Епизода је такође укључена у DVD издање комплетне друге сезоне, објављено 19. октобра 2004. године. Дана 22. септембра 2009. епизода је објављена на DVD-у Сунђер Боб Коцкалоне: Првих 100 епизода, поред свих епизода првих пет сезона.

## Пријем
Епизода је наишла на универзално признање и од обожавалаца и од критичара. По објављивању, епизода је освојила награду Златни колут за најбољу монтажу звука у категорији телевизија – анимација. Том Кени, који позајмљује глас Сунђер Бобу, сматра „Групу Штребере” једном од својих омиљених епизода. У рецензији из 2009. Мајкл Кавна из The Washington Post-а сврстао је епизоду на 5. место своје листе „Пет најбољих епизода Сунђер Боба: По нашем избору”. Он је изјавио да је Лигњославова мешавина уметничких тежњи, суочених са подстрекивањем, понижавањем и непопустљивом суб-медиокритетом, учинила да ово буде дечја епизода коју одрасли могу да искусе на сасвим „другом нивоу”. The Guardian је „Групу Штребере” рангирао као другу најбољу епизоду серије, после „Кеба Крабине видео обуке”. Џордан Моро, Кетси Стефан и Дејвид Вирамонтес из часописа Variety оценили су је као најбољу епизоду Сунђер Боба. Похвалили су наступ у дворани Мехур и рекли да се епизода „гради до тог тренутка кроз епизоду испуњену визуелним гегом за визуелним гегом”.